# 닥터 킬러 패밀리
《닥터 킬러 패밀리》(No Visitors)는 미국에서 제작된 존 칼라스 감독의 2015년 공포, 스릴러 영화이다. 에릭 로버츠 등이 주연으로 출연하였다.

## 출연

### 주연
- 에릭 로버츠
- 비벌리 랜돌프

### 조연
- 펠리사 로즈
- 킴 포이리어